# ヴィレ・フリマン
ヴィレ・フリマン (Ville Friman、ヴィレ＝ペトリ・フリマン (Ville-Petri Friman)、1980年4月30日 - ）は、フィンランドのヘヴィメタルミュージシャン（ギタリスト、ボーカリスト、ベーシスト）、進化生物学者。インソムニウムのギタリスト兼サイトボーカリストして著名。

## 略歴
1980年4月にフィンランド南西部の街クリスティーナンカウプンキで生まれる。4歳の頃、フィンランド南東部の街・ヨエンスーへと引っ越す。小学校の頃、同級生のマルクス・ヒルヴォネンの影響でヘヴィメタルを聴くようになる。メタリカとセパルトゥラが初めて聴いたヘヴィメタルバンドであった。この後、初期メロディックデスメタルシーンを牽引したバンドの音楽を聴くようになる。
これらの影響を受けて、16歳の頃にギターの演奏を始める。ただし、ギターについて如何なる教育も受けず、独学で学んでいる。1997年に同じ高校に通うニーロ・セヴァネンにマルクス・ヒルヴォネンと共に文化祭バンドのメンバーとして勧誘される。ヴィレとマルクスがこのバンドに参加したことをきっかけに、ニーロ、マルクスらと共に、同年中にメロディックデスメタルバンド、インソムニウムを結成。以降、インソムニウムのギタリスト兼メイン・ソングライターとして活動する。2009年より、クリーン・ボーカルも務めるようになった。
インソムニウムでの活動のほかに、2002年にヨエンスー出身のメロディックブラックメタルバンド・アライヴァルにギタリストとして加入。同バンドでは、インゾムニアック (Inzomniac)というステージネームを使用している。アライヴァルでは、2002年にエッジランナー・レコードからリリースされた1stアルバム『An Abstract of Inertia』とブレス・オブ・ペスティレンスからリリースされた1stEP『Son of Stormbringer』に参加した。しかしながらその後、アライヴァルの活動は不明となっており、事実上解散している。2003年には、ユヴァスキュラ出身のメロディックデスメタルバンド、エンター・マイ・サイレンスにベーシストとして加入。2006年にJMTミュージックからリリースされた2ndアルバム『Coordinate: D1SA5T3R』に参加した。しかしながら、JMTミュージックの経営は芳しくなく、短期間で活動を停止。このためにエンター・マイ・サイレンス自体のモチベーションも低下し、最終的に活動を停止し解散した。ちなみに、エンター・マイ・サイレンスに参加した縁からか、2011年にインソムニウムのギタリストがマルクス・ヴァンハラに交代した際に、マルクス・ヴァンハラがツアーに参加できない際の代替ギタリストとして、エンター・マイ・サイレンスの中心人物、ツォーマス・ヤッピネンがインソムニウムのライヴに参加している。
音楽活動に加えて、ヴィレはヘルシンキ大学で進化生物学を専攻し、Ph.D.を取得している。その後、バンド活動と並行して、イギリスのエクセター大学において、進化生物学及び微生物学の分野で博士研究員として研究に携わっていた。2019年7月現在は、イギリスのヨーク大学に講師として在籍している。

## 使用機材
インソムニウムで同僚のニーロ・セヴァネンと共に、メイワンズとエンドーズ契約し、同社の「Regius 7」を使っていた。
2014年に、キャパリソンとのエンドーズ契約を結んだことを発表。キャパリソンのAngelus M3Bを使用する。
6弦ギターに加えて、7弦ギターも使用している。

## ディスコグラフィ

### インソムニウム
インソムニウム#ディスコグラフィを参照

### エンター・マイ・サイレンス
- 2006年 Coordinate: D1SA5T3R

### アライヴァル
- 2002年 An Abstract of Inertia
- 2002年 Son of Stormbringer